# Vết Đỏ Lớn

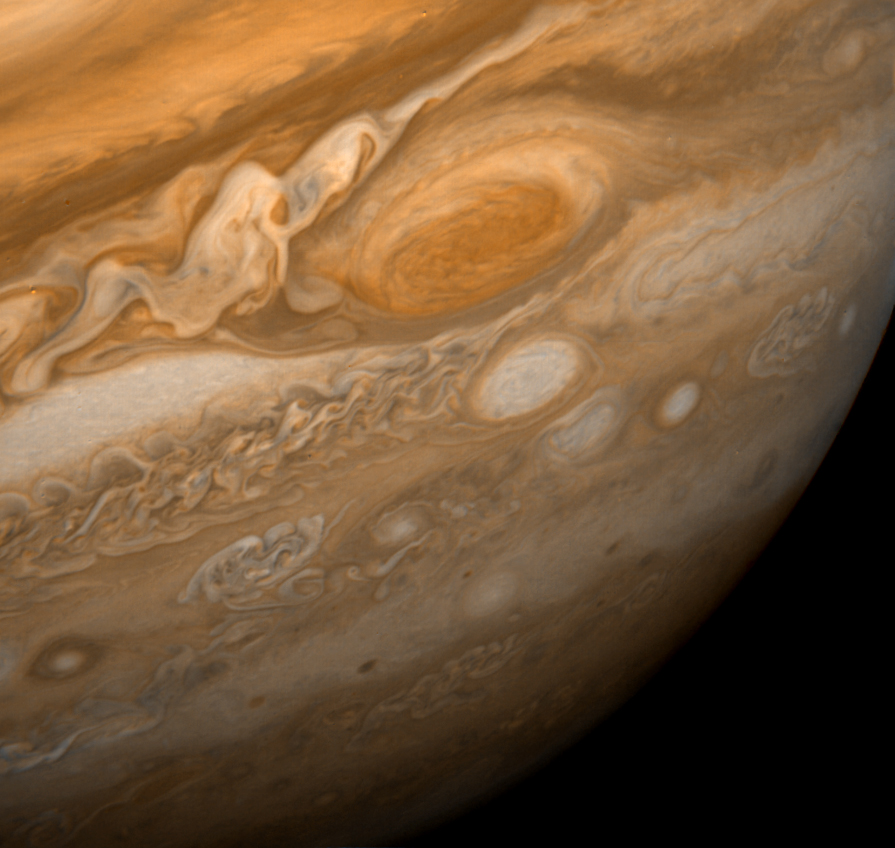
Vết Đỏ Lớn chụp bởi Voyager 1

Vết Đỏ Lớn hay Đốm Đỏ Lớn là một cơn bão với xoáy nghịch trên Sao Mộc, nằm ở khoảng 22° phía nam xích đạo, đã kéo dài 340 năm. Cơn bão này lớn đến mức có thể thấy từ Trái Đất qua kính viễn vọng. Nó được quan sát thấy lần đầu bởi Giovanni Domenico Cassini hoặc Robert Hooke khoảng năm 1665.
Ảnh chụp bên phải được thực hiện bởi Voyager 1 ngày 25 tháng 2 năm 1979, khi tàu này bay ngang qua ở khoảng cách 9,2 triệu km tới Sao Mộc. Các chi tiết mây với kích thước nhỏ tới 160 km có thể được quan sát trên ảnh. Các vùng gợn sóng nhiều màu sắc bên trái Vết Đỏ Lớn là một vùng có các chuyển động sóng phức tạp trong khí quyển Sao Mộc. Kích thước của cơn bão này có thể được so sánh với kích thước của một cơn bão nhỏ hơn màu trắng nằm ngay dưới có đường kính cỡ Trái Đất. Vết Đỏ Lớn dài khoảng 24.000 đến 40.000 km và rộng khoảng 12.000 đến 14.000 km, đủ sức chứa ba Trái Đất bên trong.
|  |  |

Hình bầu dục nằm tại tâm Vết Đỏ Lớn quay ngược chiều kim đồng hồ, với chu kỳ khoảng 6 ngày. Đám mây cao nhất trong cơn bão này nằm ở độ cao khoảng 8 km phía trên các đám mây ở vùng xung quanh bão.
Các cơn bão như Vết Đỏ Lớn không phải là hiếm gặp trên các khí quyển đầy nhiễu loạn của các hành tinh khí khổng lồ. Sao Mộc còn có các vết trắng và vết nâu, là những cơn bão nhỏ hơn và không được đặt tên. Các vết trắng chứa các đám mây lạnh ở tầng trên của khí quyển. Các vết nâu, nóng hơn, nằm tại "tầng bão thông thường". Các cơn bão này có thể kéo dài từ vài giờ đến vài thế kỷ.

## Các vết đỏ khác trên Sao Mộc
Ngoài vết đỏ lớn, Sao Mộc còn có hai vết đỏ khác nhỏ hơn.